# Callistethus vanpatteni
Callistethus vanpatteni är en skalbaggsart som beskrevs av Bates 1888. Callistethus vanpatteni ingår i släktet Callistethus och familjen Rutelidae. Inga underarter finns listade.